# Aurora Bascarán Martínez
Aurora Bascarán Martínez (Eibar, Guipúscoa, 1933) és una política basca. Treballà com a administrativa i és militant del PSE-PSOE. Amb aquest partit fou alcaldessa d'Eibar de 1987 a 1993 i senadora per Guipúscoa a les eleccions generals espanyoles de 1989.